# Bahnstrecke Roskilde–Næstved
| Bahnhof von Køge | |                                                             |                                                             |
| Streckennummer: | Banedanmark 4 |                                                             |                                                             |
| Kursbuchstrecke: | 51 |                                                             |                                                             |
| Streckenlänge: | 61,4 km |                                                             |                                                             |
| Spurweite: | 1435 mm (Normalspur) |                                                             |                                                             |
| Stromsystem: | Køge Nord–(Næstved): 25 kV 50 Hz ~ |                                                             |                                                             |
| Maximale Neigung: | Roskilde–Havdrup: 5,0 bis 3,1 ‰; Havdrup–Lille Skensved: 3,0 bis 0,0 ‰; Lille Skensved–Køge: 5,0 bis 3,1 ‰; Køge–Herfølge: 6,0 bis 5,1 ‰; Herfølge–Tureby: 5,0 bis 3,1 ‰; Tureby–Næstved: 6,0 bis 5,1 ‰ |                                                             |                                                             |
| Streckengeschwindigkeit: | Roskilde–(Gadstrup): 120 km/h (Holme-Olstrup)–Næstved: 120 km/h Køge Nord–Køge: 120 km Køge–Næstved: 160 km/h                                                                                           |                                                             |                                                             |
| Zugbeeinflussung: | ZUB 123, ETCS |                                                             |                                                             |
| | |                                                             |                                                             |
| \| \| \| Bahnstrecke København–Fredericia von Kopenhagen \| \| \| \| 31,3 \| Roskilde \| Roskilde \| \| \| \| nach Kalundborg \| \| \| \| \| Bahnstrecke København–Fredericia nach Fredericia \| \| \| \| 33,8 \| Beginn ETCS-Strecke[4] \| Beginn ETCS-Strecke[4] \| \| \| \| Roskilde Ring Motorbane (zeitweise, um 1960) \| \| \| \| \| Festivalpladsen (zeitweise, siehe Roskilde-Festival) \| \| \| \| 39,4 \| Gadstrup seit 1905 \| Gadstrup seit 1905 \| \| \| 42,9 \| Havdrup \| Havdrup \| \| \| 46,8 \| Lille Skensved seit 1908 \| Lille Skensved seit 1908 \| \| \| 49,9 \| von der Schnellfahrstrecke København–Ringsted von Køge Nord \| von der Schnellfahrstrecke København–Ringsted von Køge Nord \| \| \| \| S-Bahn E von Kopenhagen \| \| \| \| 51,0 \| Ølby \| Ølby \| \| \| \| Køge–Ringsted Banen von Ringsted \| \| \| \| 53,7 \| Køge \| Køge \| \| \| \| nach Hårlev \| \| \| \| 59,2 \| Herfølge \| Herfølge \| \| \| 65,6 \| Tureby \| Tureby \| \| \| 74,7 \| Haslev \| Haslev \| \| \| 78,6 \| Bråby (seit 1923, Bahnhof bis 1960, Hst. bis 1. Okt. 1972) \| Bråby (seit 1923, Bahnhof bis 1960, Hst. bis 1. Okt. 1972) \| \| \| 85,3 \| Holme-Olstrup \| Holme-Olstrup \| \| \| 88,2 \| Ende ETCS-Strecke[4] \| Ende ETCS-Strecke[4] \| \| \| 89,6 \| Næstved Nord seit 1990 \| Næstved Nord seit 1990 \| \| \| \| Militærsporet Næstved nach Slagelse (von 1892 bis 1925) \| \| \| \| \| Bahnstrecke Ringsted–Rødby Færge von Ringsted \| \| \| \| \| Bahnstrecke Slagelse–Næstved von Slagelse \| \| \| \| \| Hafenbahn \| \| \| \| 92,7 \| Næstved \| Næstved \| \| \| \| Bahnstrecke Næstved–Præstø–Mern nach Mern \| \| \| \| \| Bahnstrecke Ringsted–Rødby Færge nach Nykøbing Falster \| \| | |                                                             |                                                             |
| Strecke | | Bahnstrecke København–Fredericia von Kopenhagen             | Bahnstrecke København–Fredericia von Kopenhagen             |
| Bahnhof | 31,3 | Roskilde                                                    | Roskilde                                                    |
| Abzweig geradeaus und nach rechts | | nach Kalundborg                                             | nach Kalundborg                                             |
| Abzweig geradeaus und nach rechts | | Bahnstrecke København–Fredericia nach Fredericia            | Bahnstrecke København–Fredericia nach Fredericia            |
| Grenze | 33,8 | Beginn ETCS-Strecke                                         | Beginn ETCS-Strecke                                         |
| ehemaliger Haltepunkt / Haltestelle | | Roskilde Ring Motorbane (zeitweise, um 1960)                | Roskilde Ring Motorbane (zeitweise, um 1960)                |
| Haltepunkt / Haltestelle | | Festivalpladsen (zeitweise, siehe Roskilde-Festival)        | Festivalpladsen (zeitweise, siehe Roskilde-Festival)        |
| Bahnhof | 39,4 | Gadstrup seit 1905                                          | Gadstrup seit 1905                                          |
| Bahnhof | 42,9 | Havdrup                                                     | Havdrup                                                     |
| Bahnhof | 46,8 | Lille Skensved seit 1908                                    | Lille Skensved seit 1908                                    |
| Abzweig geradeaus und von links | 49,9 | von der Schnellfahrstrecke København–Ringsted von Køge Nord | von der Schnellfahrstrecke København–Ringsted von Køge Nord |
| Strecke von links · Kreuzung geradeaus unten | | S-Bahn E von Kopenhagen                                     | S-Bahn E von Kopenhagen                                     |
| Haltepunkt / Haltestelle · Haltepunkt / Haltestelle | 51,0 | Ølby                                                        | Ølby                                                        |
| Strecke · Abzweig geradeaus und ehemals von rechts | | Køge–Ringsted Banen von Ringsted                            | Køge–Ringsted Banen von Ringsted                            |
| Kopfbahnhof Streckenende · Bahnhof | 53,7 | Køge                                                        | Køge                                                        |
| Abzweig geradeaus und nach links | | nach Hårlev                                                 | nach Hårlev                                                 |
| Bahnhof | 59,2 | Herfølge                                                    | Herfølge                                                    |
| Bahnhof | 65,6 | Tureby                                                      | Tureby                                                      |
| Bahnhof | 74,7 | Haslev                                                      | Haslev                                                      |
| ehemaliger Haltepunkt / Haltestelle | 78,6 | Bråby (seit 1923, Bahnhof bis 1960, Hst. bis 1. Okt. 1972)  | Bråby (seit 1923, Bahnhof bis 1960, Hst. bis 1. Okt. 1972)  |
| Bahnhof | 85,3 | Holme-Olstrup                                               | Holme-Olstrup                                               |
| Grenze | 88,2 | Ende ETCS-Strecke                                           | Ende ETCS-Strecke                                           |
| Haltepunkt / Haltestelle | 89,6 | Næstved Nord seit 1990                                      | Næstved Nord seit 1990                                      |
| Abzweig geradeaus und ehemals nach rechts | | Militærsporet Næstved nach Slagelse (von 1892 bis 1925)     | Militærsporet Næstved nach Slagelse (von 1892 bis 1925)     |
| Abzweig geradeaus und von rechts | | Bahnstrecke Ringsted–Rødby Færge von Ringsted               | Bahnstrecke Ringsted–Rødby Færge von Ringsted               |
| Abzweig geradeaus und ehemals von rechts | | Bahnstrecke Slagelse–Næstved von Slagelse                   | Bahnstrecke Slagelse–Næstved von Slagelse                   |
| Abzweig geradeaus und ehemals von rechts | | Hafenbahn                                                   | Hafenbahn                                                   |
| Bahnhof | 92,7 | Næstved                                                     | Næstved                                                     |
| Abzweig geradeaus und ehemals nach links | | Bahnstrecke Næstved–Præstø–Mern nach Mern                   | Bahnstrecke Næstved–Præstø–Mern nach Mern                   |
| Strecke | | Bahnstrecke Ringsted–Rødby Færge nach Nykøbing Falster      | Bahnstrecke Ringsted–Rødby Færge nach Nykøbing Falster      |

Die Bahnstrecke Roskilde–Næstved ist eine eingleisige Eisenbahnstrecke in Dänemark. Sie wird auch als Lille Syd bezeichnet.

## Geschichte
Am 4. Oktober 1870 wurde die Strecke von Roskilde über Køge nach Næstved und weiter nach Masnedsund bei Vordingborg eröffnet.
Bis zur Eröffnung der Verbindung von Ringsted nach Næstved im Jahr 1924 verlief über diese Strecke der gesamte Schienenverkehr von Kopenhagen auf die Insel Falster. Dazu gehörte auch der Fernverkehr nach Gedser, von wo aus eine Fährverbindung nach Deutschland bestand. Seit 1924 wird der Fernverkehr über Ringsted geführt und die Strecke Roskilde–Næstved nur noch für den Nahverkehr genutzt.
1925 wurde die Militærsporet stillgelegt, die ab 1892 ungefähr vor dem heutigen Haltepunkt Næstved Nord eine Verbindung zur neu errichteten Bahnstrecke Slagelse–Næstved herstellte, die einen Lokwechsel im damaligen Kopfbahnhof Næstved überflüssig machte.

## Hafenbahn Næstved
Als erste Hafenbahn in Dänemark wurde eine Verbindung zwischen der Papierfabrik Magle Mølle und dem Bahnhof Næstved am 1. April 1874 als Pferdebahn in Betrieb genommen. Um 1900 kamen weitere Gleisanschlüsse zum Hafen am Suså hinzu, wo Waren auf Lastkähne umgeladen werden konnten. Rangierloks auf der Hafenbahn ersetzten die Pferde, wobei die Papierfabrik zeitweise eigene Dampflokomotiven sowie eine Diesellok besaß. Für den Güterverkehr beschaffte die Mühle zudem 50 offene Güterwagen von Danske Statsbaner.
| Nummer | Bauart    | Achsfolge | Hersteller                     | Fabr.-Nr./ Baujahr | Besonderes |
| ------ | --------- | --------- | ------------------------------ | ------------------ | --- |
| MM 1   | Diesellok | B         | L. Schwartzkopff, Berlin       | 10.636 1937        | dieselmechanische Kleinlok, Type LDE 80, Länge 6,45 m. 1976 an FDSB verkauft, Einsatz in Næstved 1976–77, in Skælskør 1980, verschrottet 1986 |
| MM 2   | Tenderlok | 1 B       | Nydqvist och Holm, Trollhättan | 1017 1913          | Überhitzer, Rahmenwasserkasten, geschlossenes Führerhaus, Außenzylinder mit kreisförmigen Schieber, Heusinger-Steuerung, Vakuum- und Handbremse, 1930 neue Feuerbüchse, 1940 als NTJ 6 (Nørre Nebel–Tarm Jernbane) für 16.000 Kronen gekauft, 1971 ausgemustert und verschrottet. |

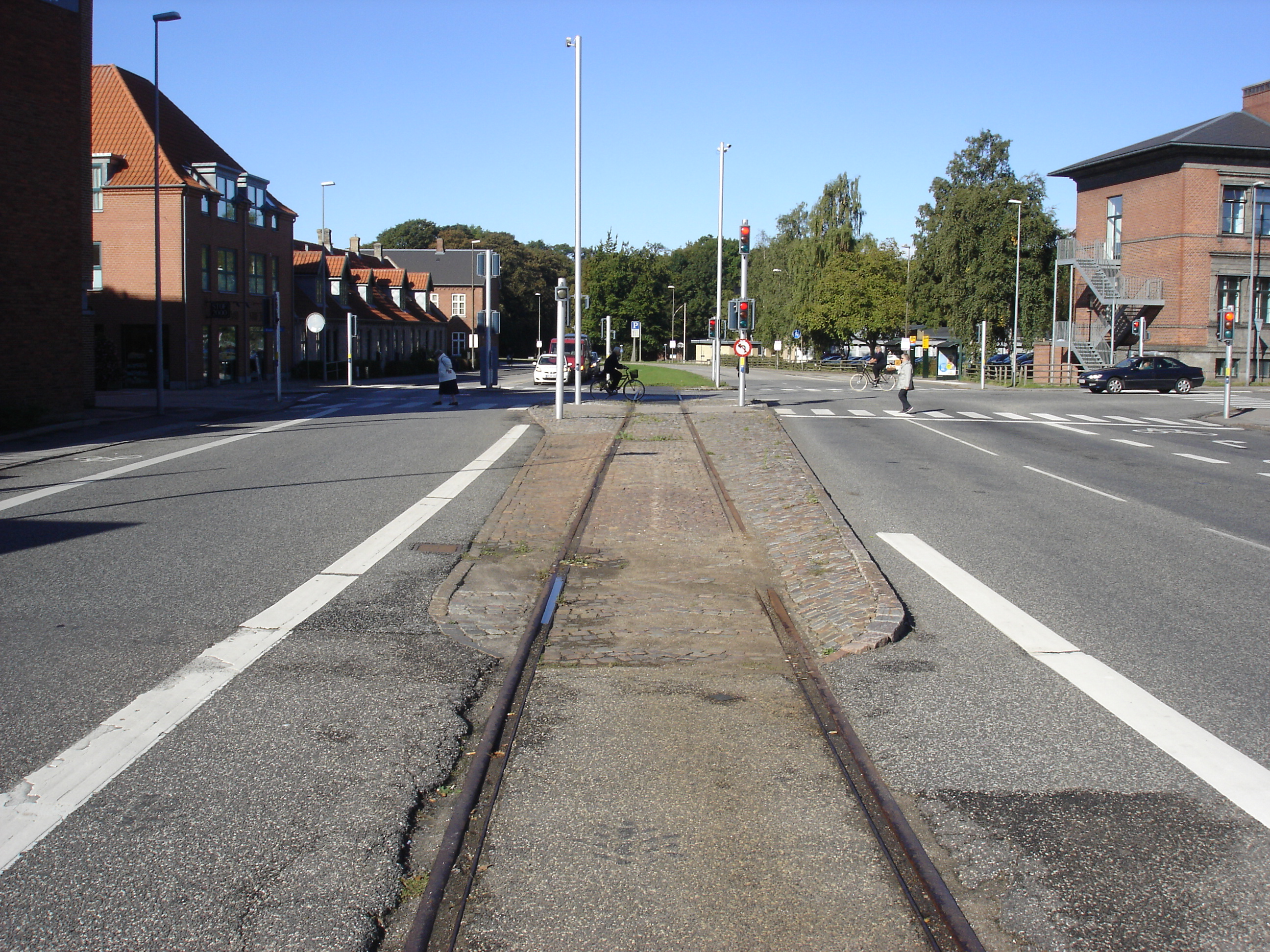
Reste der Hafenbahn

Im Zusammenhang mit der neuen Hafenanlage in der Mitte der 1930er Jahre expandierte die Hafenbahn, teilweise nach Ny Magle Mølle und weiter auf dem Ladegleis am Kai. Mehrere Unternehmen gaben in diesen Jahren umfangreiche Transporte in Auftrag. Nachdem diese Unternehmen später geschlossen wurden oder ihre Aktivitäten einschränkten, verminderten sich die Transportleistungen.  Nach Ausmusterung der Diesellok wurde der Verschub mit Zweiwegefahrzeugen durchgeführt. Am 13. Juli 2007 wurde die letzte Zustellfahrten durchgeführt, 2011 wurde die Strecke größtenteils abgebaut.

## Betrieb
Bis Ende 2021 verkehren werktäglich die Regionalzüge zwischen Roskilde und Næstved tagsüber jede halbe Stunde, in den Tagesrandlagen und am Wochenende stündlich.
Ab der Elektrifizierung des Abschnittes Køge–Næstved zum Fahrplanwechsel 2021/22 fahren die Züge der DSB nur zwischen Køge und Næstved, der weiterhin nicht elektrifizierte Abschnitt zwischen Roskilde und Køge wird durch Lokaltog betrieben. Dazu fahren die bisher in Køge endenden Züge aus Faxe und Rødvig nach Roskilde weiter.

## Elektrifizierung
Seit 2019 wird der Abschnitt Køge Nord–Næstved elektrifiziert, der ab dem zweiten Quartal 2020 elektrisch befahren werden soll. Zuvor musste die Strecke auf das Sicherungssystem European Rail Traffic Management System 2 (ERTMS 2) umgestellt werden.
Erste Testfahrten mit elektrischen Zugfahrzeugen wurden in den Nächten des 20. und 22. März 2019 durchgeführt.